# Lijst van Israëlische plaatsen
Hier volgt een alfabetische lijst van Israëlische plaatsen in de staat Israël, de door Israël bezette gebieden, en deels autonome Palestijnse gebieden, inclusief spellingvarianten.
Onder plaatsen kunnen in deze context steden, dorpen (waartussen kibboetsen en mosjavs), archeologische vindplaatsen, meren, oases, enzovoorts worden verstaan.

## A
Afula/Al-Fulah -
Akko -
Al-Lydd -
Al-Quds -
Amirim -
Arad -
Ariël -
Ashdod -
Ashkelon -
Atlit -
Avdat

## B
Bat Yam -
Beer Ora -
Beër Sjeva/Beersheba -
Beer Menucha -
Beit Shemesh -
Beit Shean -
Binjamina -
Benee Brak/Bene Beraq

## C
Caesarea -
Cholon -

## D
Daburiya -
Dimona -
Dode Zee -

## E
Efrat -
Eilat -
Ein Bokek -
Ein Gedi/Engedi -
Er Riha -
Even Yehuda -
Ezuz

## F
Faradis

## G
Galilea -
Givat Ze'ev -
Givat Shmuel -
Givatayim -
Goesj Etsion/Gush Etsion -
Gush Katif

## H
Ha'on -
Hadera -
Hafetz Hayim -
Haifa -
Haluza -
Har Ardon -
Har Argaman -
Har Gizron -
Har Hatira -
Har Hogen -
Har Karkom -
Har Loz -
Har Rahama -
Har Ramon
Hayarden -
Herzliya -
Hod-Hasharon-
Holon

## I
Iablin

## J
Jaffa/Yafo -
Jeruzalem -
Joppe -
Jordaanvallei

## K
Kalia -
Karmiël -
Katzrin -
Kedumim -
Kefar-Sava -
Kfar Darom -
Kfar Malal -
Kefar Sava -
Kfar Shmariyahu -
Kfar-Saba -
Kibbutz Ein Gedi -
Kibbutz Gal On -
Kibbutz Ginosar -
Kibbutz Lotan -
Kibbutz Shefayim -
Kiriat Motzkin -
Kiryat Ata/Qiryat Ata -
Kiryat Arba -
Kiryat Ono -
Kiryat Sefer -
Kiryat Shmona/Qiryat Shemona -
Kiryat Yam/Qiryat Yam -
Kisra-Samei -
Kokhav Yair -
Kseifa

## L
Lehavim -
Lod/Lydda -
Lotan

## M
Maagan -
Ma'ale Adoemim -
Maalot -
Maalot Tarshiha -
Makhtesh Ramon -
Masada/Metsada -
Mash'abim -
Metulla -
Midbar Paran -
Midbar Zin -
Migdal haEmek/Migdal Haemeq -
Mitzpe Ramon -
Modi'in -

## N
Naharia/Nahariya -
Nazareth -
Nazareth Illit -
Negev -
Nes Ammim -
Ness Ziona -
Netanya -
Neve Shalom -
Nir Etzion -
Nizzana

## O
Oeziot -
Ofakim -
Omer -
Opper Galilea -
Or Akiva

## P
Pardes Hana-Karkur -
Petach Tikwa/Petah Tiqwa -

## Q
Qiryat Bialik -
Qiryat Moztkin -

## R
Raänana/Ra'anana -
Ramat HaSharon -
Ramat Gan -
Ramla/Ramleh -
Ramon -
Rehovot -
Rishon LeZion -
Rosj Haäjin/Rosh Ha-ayin -
Rosh Pina -

## S
Safed/Tsefiya -
Savyon -
Sde Boker -
Sderot -
Shfar'am -

## T
Tel Arad -
Tel Aviv/Tel-Aviv-Jaffo -
Tiberias -
Tamra -

## U
Uziot

## V
Vardiya

## W
Wadi 'Ara -
Wardiya

## X
Xeifa

## Y
Yahel -
Yavne -
Yeroham

## Z
Zichron Yaakov